# William O. Jenkins
William Oscar Jenkins Biddle (Shelbyville, Tennessee, Estados Unidos. 18 de mayo de 1878 - Puebla de Zaragoza, México. 4 de junio de 1963) fue un empresario multimillonario de origen estadounidense que amasó una de las más grandes fortunas de México. Su ámbito empresarial abarcó las ramas textil, azucarera, alcohol, la industria del cine, entre muchas otras.  A través de su legado, la Fundación Mary Street Jenkins, se han creado infinidad de obras benéficas, de orden moral, cívico y material, algunas de ellas de gran envergadura, principalmente en el estado mexicano de Puebla. Un supuesto autoplagio cuyo rescate se solicitó siendo agente consular del gobierno de los Estados Unidos creó un conflicto directo entre este país y México. Su actuación como empresario en el aspecto moral es altamente controvertida y motivo de debate hoy en día.

## Biografía
Jenkins creció en el medio rural de los Estados Unidos bajo la fuerte influencia del calvinismo protestante que exaltaba, entre otros, los principios de laboriosidad y del ahorro para alcanzar las riquezas, el éxito y el honor, principios que fueron la columna vertebral de su actuación empresarial.  
No se saben los datos sobre sus primeros años, solo que llega a Aguascalientes en 1901 acompañado de su esposa Mary Street, y trabaja como mecánico en los ferrocarriles por 50 centavos al día. En 1906 obtiene un pequeño capital para dedicarse al comercio de camisería rodante.
Jenkins afirma llegó a Puebla en 1905 con un capital de 13 mil pesos, que representaban sus ahorros. Enrique Cordero y Torres dice de él que se le veía fabricando medias y calcetines en un taller casero junto con su esposa y una hermana de ésta, ya empujando un carrito de dos ruedas con mercancías, ya trabajando al servicio de León Rasste, productor de medias y calcetines. Más tarde pasó a ser empleado y luego socio de don Guillermo H. Ardacker en su fábrica de medias La Corona.  Jenkins afirma que para el año de 1910 prácticamente controlaba el mercado de calcetería económica en todo el país.

### Autosecuestro
Siendo ya un importante empresario de la industria textil, se convierte para 1917 en agente consular de los Estados Unidos en Puebla, en medio de los caóticos días de la Revolución Mexicana. Pero un acontecimiento envuelto en las sospechas de la intriga, habría de cambiar su suerte para el resto de su vida. En 1920 saliendo de La Corona Jenkins fue secuestrado a instancias del general Manuel Peláez.[cita requerida]} El general era acérrimo enemigo del presidente Venustiano Carranza y pedía por Jenkins un rescate en oro de 300 mil pesos. En su calidad de cónsul estadounidense, la noticia causó revuelo y preocupación en los medios nacionales. El móvil era causar un conflicto con los Estados Unidos que buscaban cualquier pretexto para invadir a México.[cita requerida] Un periodista, Miguel Gil, logró localizar al oculto Jenkins y después de entrevistarlo, publicó en su diario que había sido autosecuestrado para poner al gobierno de Carranza en conflicto con los Estados Unidos. Los detractores de Gil alegaron que Jenkins le negó dinero al periodista quien en respuesta publicó la versión del autoplagio.[cita requerida] Jenkins repudió desde entonces a cualquier periodista que se le acercara. El gobierno de Carranza pagó el rescate a través de la Compañía de Luz y se dice que en un gesto de generosidad, Jenkins recibió del general Peláez la mitad del dinero. Años después Jenkins, en un intento para limpiar su imagen, llevó a sus captores, los cabecillas zapatistas Federico Córdova y Tomás Ubera, para que informaran de viva voz que el zapatismo había consumado el plagio por una necesidad apremiante de dinero, al mismo tiempo que renunciaba a su calidad de cónsul.[cita requerida]
Algunos biógrafos afirman que Jenkins obtuvo de su supuesto autosecuestro el dinero que le serviría para comenzar su enorme fortuna, pero se afirma también que ya era el empresario más importante en el ramo textil de la calcetería en México y que solo le sirvió para acceder al poder político.

### Personalidad
Jenkins fue un hombre trabajador, metódico y austero. En el vestir buscaba resistencia, duración y comodidad. Invariablemente usaba camisa de manga corta, sin sombrero; solía usar sobre aquella una chamarra ligera y, cuando iba a jugar, usaba gorra típica del deportista. Solo se le veía de saco y corbata en los muy contados actos sociales a los que acudió, pues siempre trató de evitarlos. Sus compañeros de juego referían que mandaba a vulcanizar la suela de sus zapatos tenis, pues los nuevos le molestaban. Era un asiduo jugador de tenis en los clubs Alpha, que eran de su propiedad, y donde fue campeón por muchos años. Solía jugar ajedrez en la Sociedad Mutualista de Dependientes.[cita requerida]
Fue su domicilio por muchos años los altos de su propiedad de la 2 Oriente 201; en la planta baja poseía el famoso almacén de ropa y telas Las Fábricas de Francia y antes Los Almacenes de la Ciudad de México; en el siglo XXI, este edificio alberga un restaurante Vips, las antiguas oficinas de la fundación que dejó el empresario, y el espacio cultural de la UDLAP denominado Capilla del Arte. Frente a este edificio se hallaba el Hotel París, también de su propiedad pero puesto a nombre de su socio Manuel Cabañas Pavia. Poseyó una mansión en Acapulco, sobre un acantilado y vista al mar, construida a petición de sus hijas, pero domicilio de tiempo completo fue su modesta casa de Puebla. En su oficina de Puebla escribía sus propias cartas en una vieja máquina de escribir.[cita requerida]
Entre las propiedades de Jenkins también destaca la casa que sirvió de locación para la película Sunset Boulevard. Ubicada en el número 641 del bulevard S. Irving en el centro de la ciudad de Los Ángeles, Jenkins mandó construir esta mansión en 1922, concluyéndola en 1925. Con un costo total reportado de 250 mil dólares, se trató en ese momento de la casa más grande en esa ciudad californiana y la cual contaba con 14 habitaciones, así como un garage y habitaciones para la servidumbre alejados del edificio principal. Jenkins junto con su esposa y 5 hijas la ocuparon durante un año antes de regresar a Puebla para ocuparse de nuevo de sus negocios en Puebla. Por los siguientes 10 años, la familia Jenkins ocupó muy poco la propiedad; para 1936, casi en el abandono, fue comprada por Paul Getty quien dejó que continuara deteriorándose. Para 1950 que Sunset Boulevard fue filmada, la mansión ofrecía el aspecto ideal para reforzar la imagen de la protagonista, Norma Desmond, una antigua estrella de Hollywood en decadencia.
A menudo rehusaba a presentarse a las inauguraciones de sus obras filantrópicas, enviando a su representante.
Poco antes de su fallecimiento, el Papa Pio XII le envió una medalla de oro y un pergamino en agradecimiento por su donación perpetua en dinero para el sostenimiento de una misión católica en la India.

### Fallecimiento
William Oscar Jenkins murió el 4 de junio de 1963, de un paro cardiaco en la ciudad de Puebla.

## Ascenso empresarial
Al inicio de la Ley seca en los Estados Unidos, Jenkins asume el negocio azucarero y del alcohol. Para 1938 ya era dueño del Sistema Azucarero de Atencingo, habiendo adquirido todas las haciendas dedicadas a este ramo: Tepeojuma, San Nicolás de Tolentino, Matlala, San Juan Raboso, la Galarza, San Félix Rijo y otras más que sumaban once, obteniendo un completo dominio económico y político de la zona. Cosechaba más de cuatrocientas toneladas anuales de caña y su producción de alcohol era considerada fantástica y fuera del control de impuestos, al grado de ser detenido en una ocasión en la cárcel municipal, junto con quien más tarde sería patrono y su apoderado Manuel Cabañas Pavia en septiembre de 1934, siendo después absueltos y haciendo desaparecer todo registro de su detención. Un tal Gabriel Alarcón Chargoy, comerciante abarrotero de la calle 3 Norte y 8 Poniente, había declarado que los camiones cargados de alcohol era suyos y no de Jenkins, además de comprobar el pago de impuestos.[cita requerida]
Jenkins compraba a veces a título personal y otras junto con personas como Maximino Ávila Camacho, el hermano del que fuera presidente de México Manuel Ávila Camacho (1940-46). Cuando llegó la época del presidente expropiador Lázaro Cárdenas, las tierras azucareras de Jenkins estaban en su lista, pero él astutamente las cedió al gobierno. Jenkins lloró y hasta pensó abandonar el país cuando firmó las actas de entrega, como lo manifiesta Luis Castro como testigo presencial y reproducido por el escritor poblano Enrique Cordero y Torres. Pero más tarde confesaría a un amigo: «Salí bien librado, pues aún obtengo mi azúcar dado que yo financio las cosechas de los campesinos». Efectivamente la expropiación del ingenio fue mejor para Jenkins, pues seguía siendo dueño absoluto de la molienda.
A mediados de la década de 1940, Jenkins compró del gobierno 5 millones en bonos a través de Nacional Financiera. Prestó 25.6 millones de dólares a los contratistas que construían la carretera México-Querétaro de cuatro vías al agotarse los fondos. Al mismo tiempo, ofreció al gobierno 80 millones de dólares para financiar el proyecto de la carretera México-Puebla.

## Monopolio del Cine Mexicano

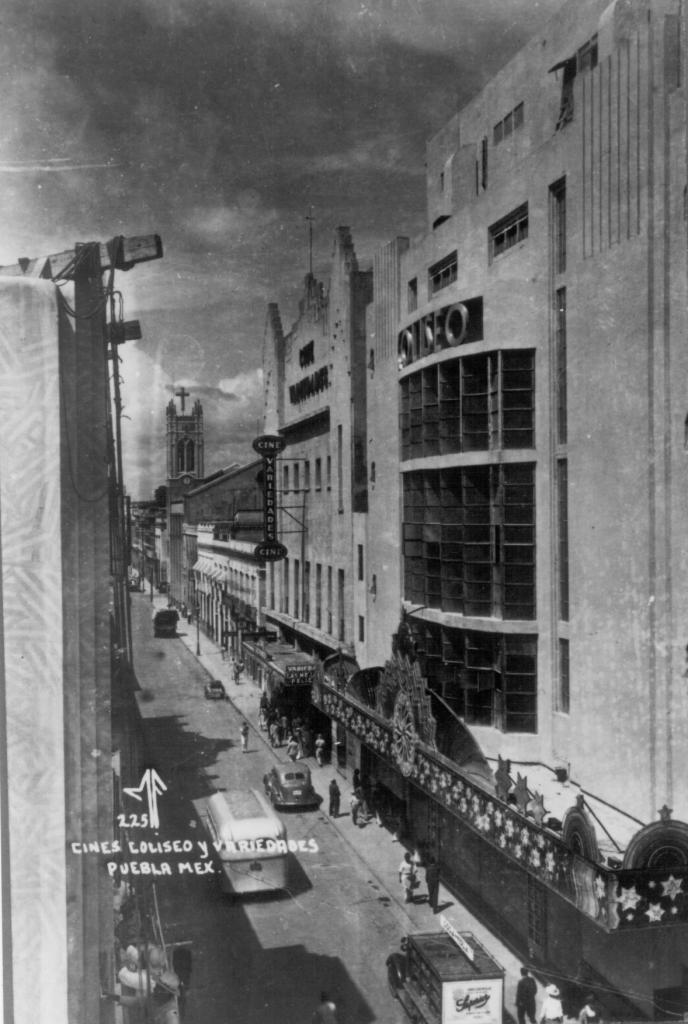
Cines Coliseo y Variedades, formaron parte de la gran cadena de cines a nivel nacional que conformaron la "Compañía Operadora de Teatros, S.A." propiedad de William O. Jenkins.

Ningún otro negocio le trajo más notoriedad a Jenkins que la cadena de cines. Comenzó con la adquisición de una sala de exhibición en la ciudad de Puebla en 1939, en la época en la que el cine era la principal diversión. Al poco tiempo Jenkins y su socio Gabriel Alarcón forman la "Cadena de Oro" compuesta por los cines Reforma, Guerrero y Colonial, en tanto que el Coliseo, el Variedades y el Constantino eran administrados por los hermanos Espinosa Yglesias. Los dos grupos se fusionaron constituyendo la Compañía Operadora de Teatros, S.A. con Jenkins a la cabeza. El grupo continuó construyendo y adquiriendo salas de cine por toda la República hasta controlar el 80% de los cines del país, así como la misma producción cinematográfica nacional a la que financiaba casi en su totalidad.
En la obra El Libro Negro del Cine Mexicano (1960) Miguel Contreras Torres, productor cinematográfico, relata que el presidente Abelardo L. Rodríguez expulsó a Jenkins como extranjero pernicioso, aplicándole el artículo 33 por fraudes cometidos al fisco y que sancionó severamente, como apareció en la nota de prensa el 14 de febrero de 1953. Posteriormente al adquirir más poder, Jenkins se vengó del expresidente Rodríguez haciéndolo vender a precio irrisorio todos sus cines en la República que estaban constituidos bajo la empresa Impulsora de Cines Independientes, misma que había construido las salas de cine México y Puebla en la ciudad de Puebla.
El monopolio de Jenkins pasó a ser propiedad del Estado durante el sexenio del presidente López Mateos, quien dispuso la compra de la Compañía Operadora de Teatros, Sociedad Anónima (COTSA) y de los Estudios Churubusco.

## Fundación Mary Street Jenkins

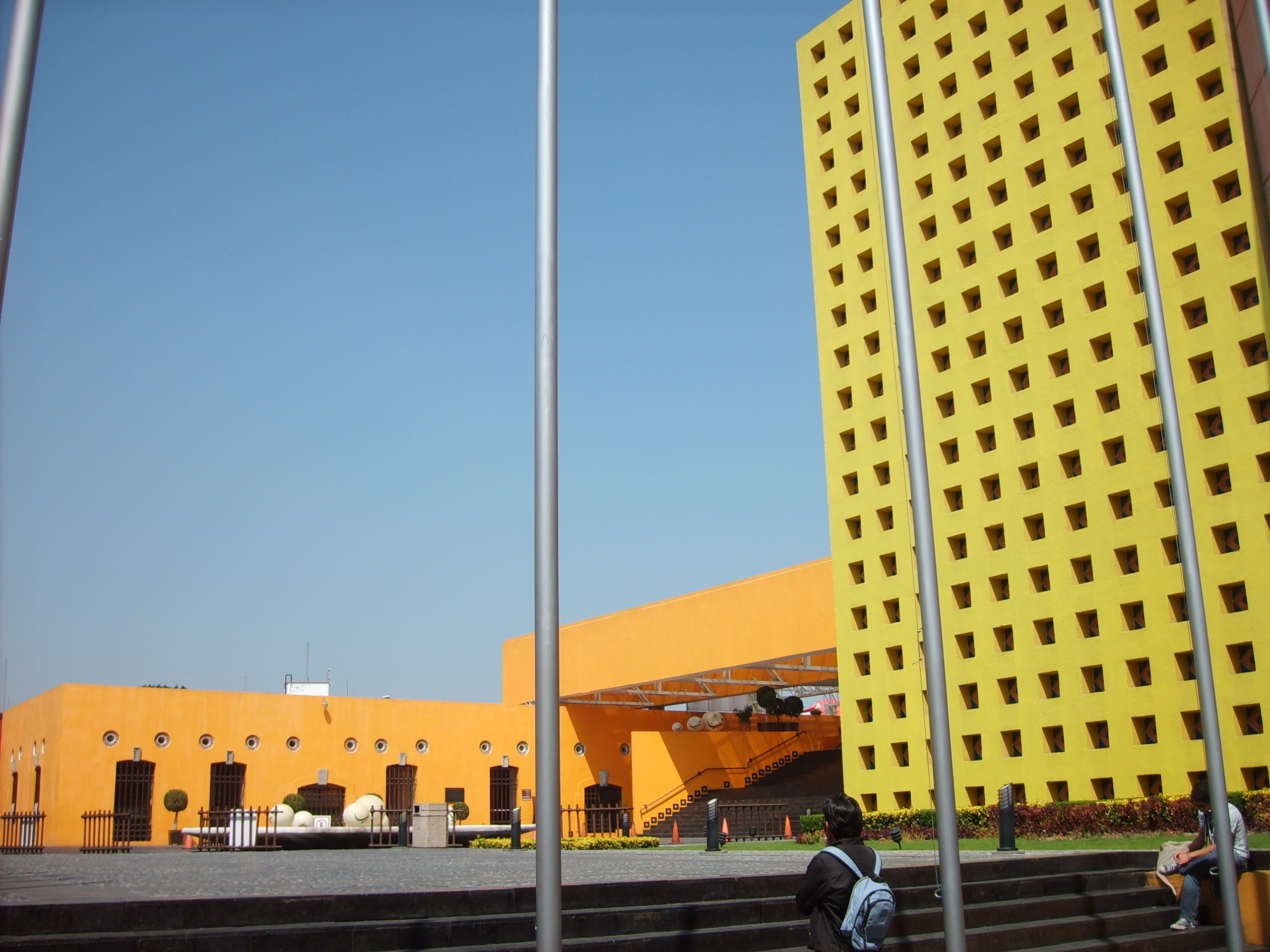
Centro de Convenciones Puebla William O. Jenkins, en la ciudad de Puebla.

La propia fundación afirma que el legado de William O. Jenkins es un caso excepcional, porque siendo estadounidense con cinco hijos y esposa legó el total de su fortuna para obras de beneficencia en México, desheredando a sus descendientes en favor de un país que no era el suyo. Según la fundación, Jenkins legó un monto íntegro de 60 millones de dólares encomendados al Patronato que él mismo instituyó para cumplir sus deseos póstumos. La fundación a través del patronato que fue presidido por don Manuel Espinosa Yglesias hasta su muerte en el año 2000, realizó algunas importantes obras como la fundación del Colegio Americano de Puebla, el haber introducido agua potable a 36 poblaciones, la construcción en su mayor parte del Instituto Nacional de Cardiología, la infraestructura que constituye la Universidad de las Américas de Puebla. Las donaciones de la fundación ascendían hasta 1989 a la suma de 380 mil millones de pesos. En ese año Espinosa Yglesias anunció la restricción en los gastos de la fundación debido a una descapitalización gradual que se había venido dando por el alto porcentaje de donaciones comparándolo con otras fundaciones y anunciando que continuaría colaborando con las obras que realizara el Gobierno del Estado de Puebla como la construcción de mercados para retirar a los vendedores
ambulantes del centro y continuar el desarrollo de la Universidad de las Américas Puebla.

### Críticas
Los críticos de Jenkins afirman que para obtener exención de impuestos de los millones de ganancias anuales de sus numerosas empresas, se creó la sociedad financiera Inversiones de Puebla, que fue la base para establecer la Fundación Jenkins, que por diez años aprovechó para no pagar impuestos y solo donar el 10 % de sus fabulosas ganancias. Jenkins dejó constituido el Patronato indicando cómo debía comportarse y cómo había que administrar la inmensa fortuna de millones de dólares.